# Hydnocystis arenaria
Hydnocystis arenaria är en svampart som beskrevs av Tul. & C. Tul. 1845. Hydnocystis arenaria ingår i släktet Hydnocystis och familjen Pyronemataceae.   Inga underarter finns listade i Catalogue of Life.